# Nobottle
Nobottle är en by i Northamptonshire i England. Byn är belägen 10 km 
från Daventry. Orten har 30 invånare (2009). Byn nämndes i Domedagsboken (Domesday Book) år 1086, och kallades då Neubote.